# Rauschner (Adelsgeschlecht)

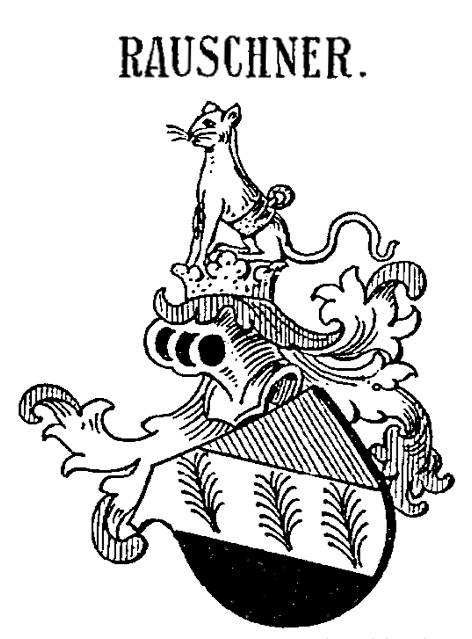
Wappen derer von Rauschner in Siebmachers Wappenbuch

Die Rauschner, in einer Linie auch Rauschner von Lindenberg, ist der Name eines erloschenen fränkischen ein Adelsgeschlechts.

## Geschichte
Als Teil der reichsfreien fränkischen Ritterschaft waren die Rauschner im Ritterkanton Gebürg organisiert. Sie waren die Erbauer der Spornburg Rauschenstein. Mitte des 13. Jahrhunderts waren sie kurzfristig Burgmannen auf Burg Arnstein. In der Kirche von Kasendorf befinden sich zwei Grabmäler der Rauschner. Joachim Rauschner von Lindenberg († 1560), dargestellt in Ritterrüstung, wird als Letzter und Edelster seines Geschlechts bezeichnet.
siehe auch Turmhügel Zultenberg und Burg Lindenberg.

## Wappen
Blasonierung: Von Rot, Silber und Schwarz zweimal schrägrechts geteilt. Im mittleren silbernen Feld drei balkenweise und aufrecht gestellte Reiherfedern. Auf dem gekrönten Helm mit rot-silbernen Decken eine silberne sitzende Katze mit goldenen Halsband (oder Band um den Leib).